# Andy Souwer
Andy Souwer (Bolduque, 9 de noviembre de 1982), es un ex peleador profesional de kick boxing y artes marciales mixtas neerlandés. Souwer es dos veces campeón mundial de K-1 MAX y cuatro veces campeón del torneo mundial de Shootboxing, así como ex campeón mundial de It's Showtime 70MAX.

## Biografía
Andy comienza a practicar el kick boxing a los 7 años de edad en el gimnasio Ling Ho Gym, situado en la localidad de Bolduque, a 80 km de Ámsterdam. Con solo 8 años participó en su primera pelea, en los años siguientes siguió peleando con bastante éxito hasta convertirse en campeón de los Países Bajos. Con 18 años ya ostentaba tres títulos mundiales en distintas categorías.
Es un luchador bastante técnico, con un estilo bastante serio y depurado encima del ring. Con solo 26 años ya ha alcanzado la cumbre del kick boxing, al ser campeón en la competición K1 MAX en dos ocasiones, la primera en el año 2005 con solo 22 años y venciendo en la final al tailandés Buakaw Por Pramuk, la segunda ocasión en 2007, venciendo en la final al japonés Masato. También fue finalista en 2006 pero cayó ante Buakaw Por Pramuk.

## Títulos
- Kickboxing
  - K-1 World MAX 2009 Finalista
  - K-1 World MAX 2007 Campeón
  - K-1 World MAX 2006 Finalista
  - K-1 World MAX 2005 Campeón
  - A.R.D.D.D. World Super welterweight Campeón
  - F.I.M.C. World Super welterweight Campeón
  - W.P.K.A. World Super welterweight Campeón
  - I.S.K.A. World Super welterweight Campeón
  - W.K.A. World Super welterweight Campeón
  - W.M.T.A. World Super welterweight Campeón

- Shoot boxing
  - 2008 S-cup Campeón del mundo
  - 2006 S-cup Finalista
  - 2004 S-cup Campeón del mundo
  - 2002 S-cup Campeón del mundo
  - W.S.B.A. World Super Welterweight Campeón